# Élection présidentielle islandaise de 2016
L'élection présidentielle islandaise de 2016 s'est déroulée le 25 juin 2016. Guðni Th. Jóhannesson a remporté cette élection et est devenu le sixième président d'Islande le 1er août 2016, succédant à Ólafur Ragnar Grímsson, président depuis 1996.

## Contexte

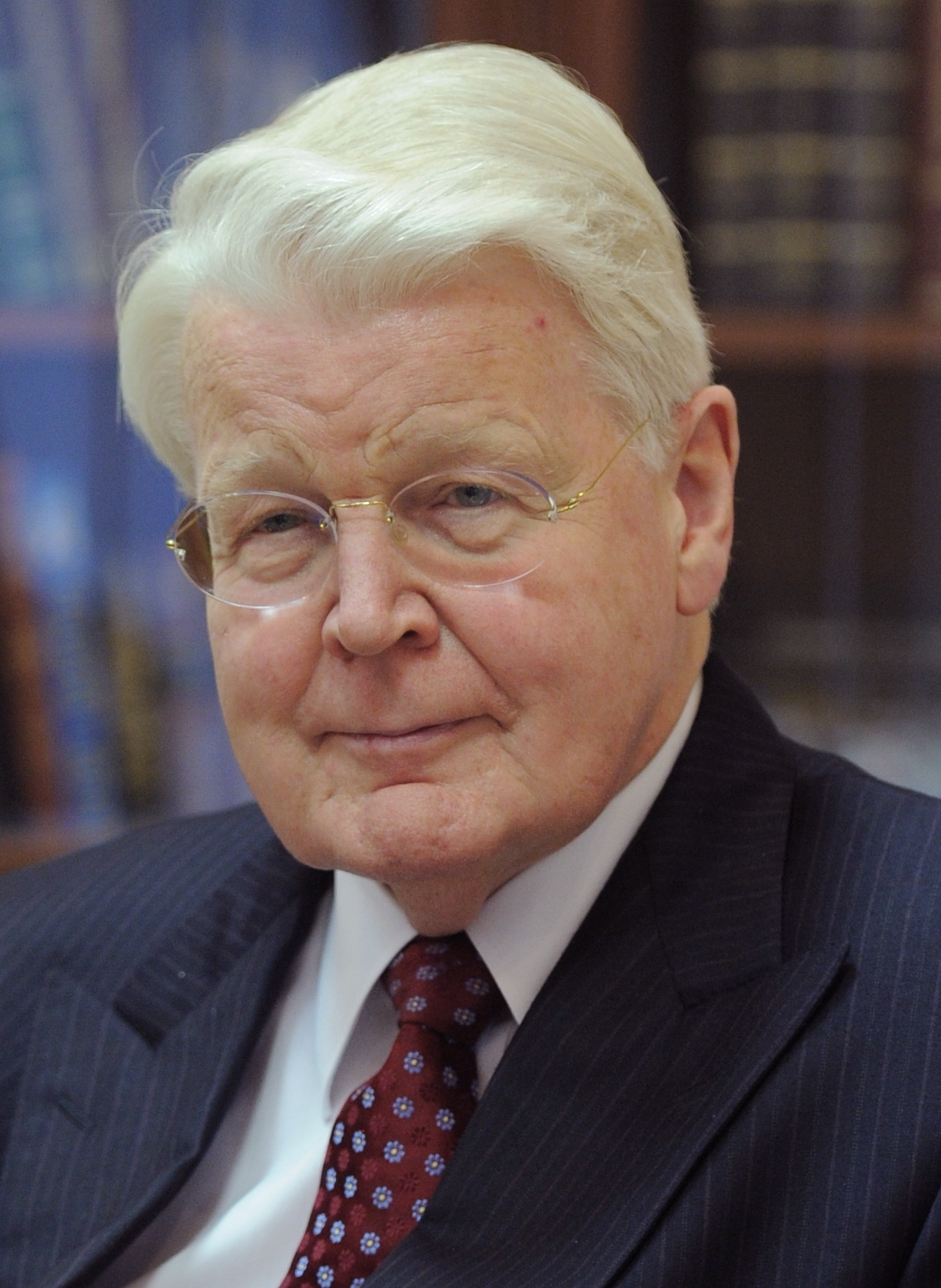
Le président sortant, Ólafur Ragnar Grímsson, en 2011.

Pour la première fois depuis 2000, le président sortant, Ólafur Ragnar Grímsson, ne se représente pas.

## Mode de scrutin
Le président de l'Islande est élu pour quatre ans au suffrage universel direct à la majorité relative avec un seul tour. Dans le cas où un unique candidat potentiel se présente, il est automatiquement déclaré élu ou réélu.

### Bureaux de vote
Avec 10 000 Islandais présents en France en raison du Championnat d'Europe de football 2016, neuf bureaux de vote y ont été installés.

## Candidats
Chaque candidat devait formellement déclarer son intention de participer au plus tard le samedi 21 mai, soit cinq semaines avant l'élection, et être soutenu par au moins 1 500 électeurs. Lors des précédentes élections, le nombre maximal de candidats a été de six, mais il atteint le record de neuf pour ce scrutin.

### Candidats lors du scrutin
- Guðni Th. Jóhannesson, historien, se déclare en mai[4].
- Andri Snær Magnason, auteur et environnementaliste[5].
- Davíð Oddsson, rédacteur en chef du quotidien Morgunblaðið et ancien Premier ministre (1991-2004).
- Elísabet Jökulsdóttir, auteure de poésie et de théâtre, fait une annonce officielle annonçant sa candidature[6].
- Sturla Jónsson[7], conducteur de camion, fondateur du parti Sturla Jónsson
- Ástþór Magnússon, homme d'affaires et activiste pacifiste, qui a déjà participé à trois élections présidentielles (en 1996, en 2004 et en 2012), annonce qu'il participe de nouveau à la course présidentielle[8],[9].
- Guðrún Margrét Pálsdóttir, infirmière et fondatrice de ABC Barnahjálp, une association humanitaire centrée sur les enfants en Asie et en Afrique[10].
- Halla Tómasdóttir, entrepreneuse et investisseure, cofondatrice de Audur Capital (en)[11].
- Hildur Þórðardóttir, guérisseuse[12].

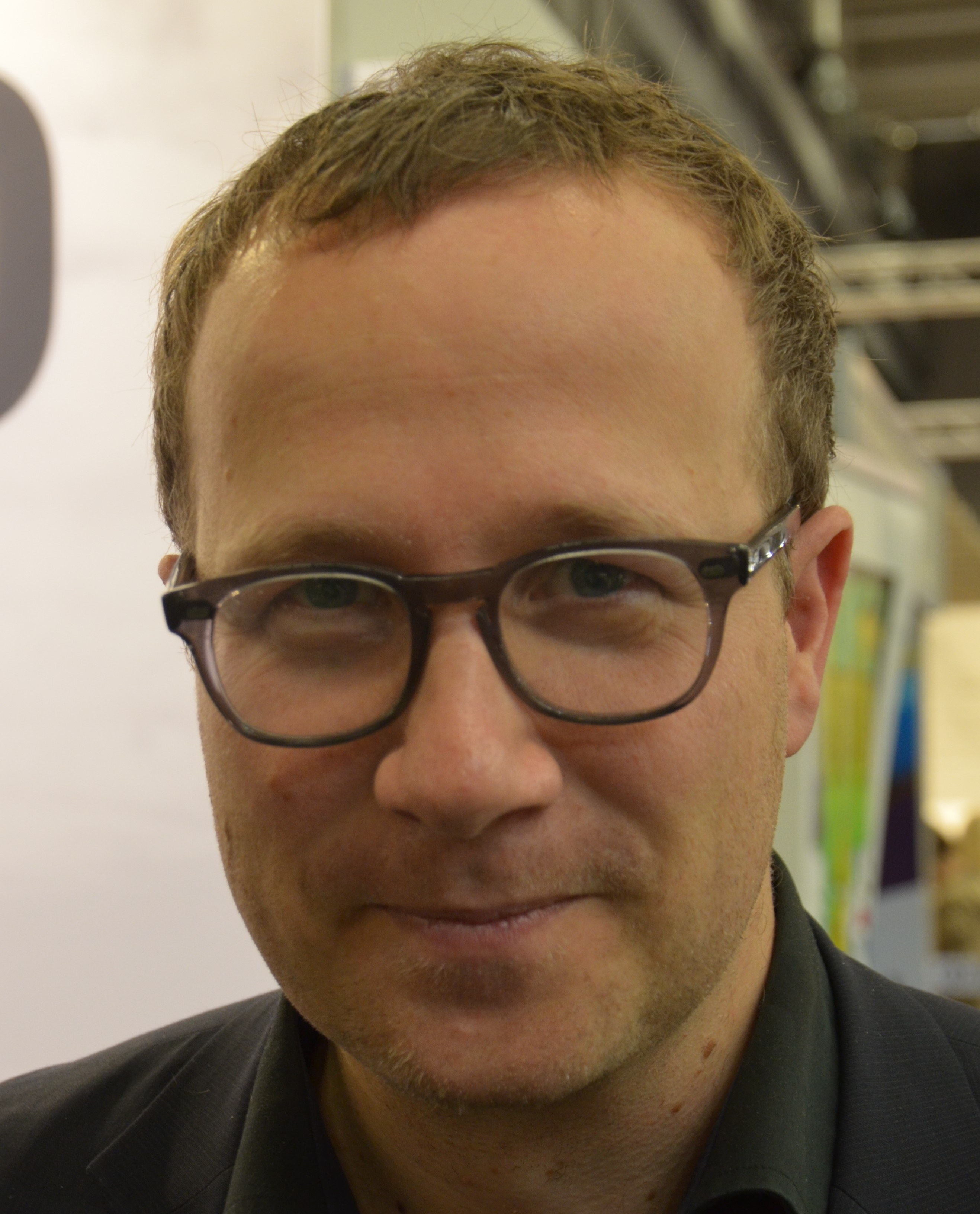
Andri Snær Magnason.
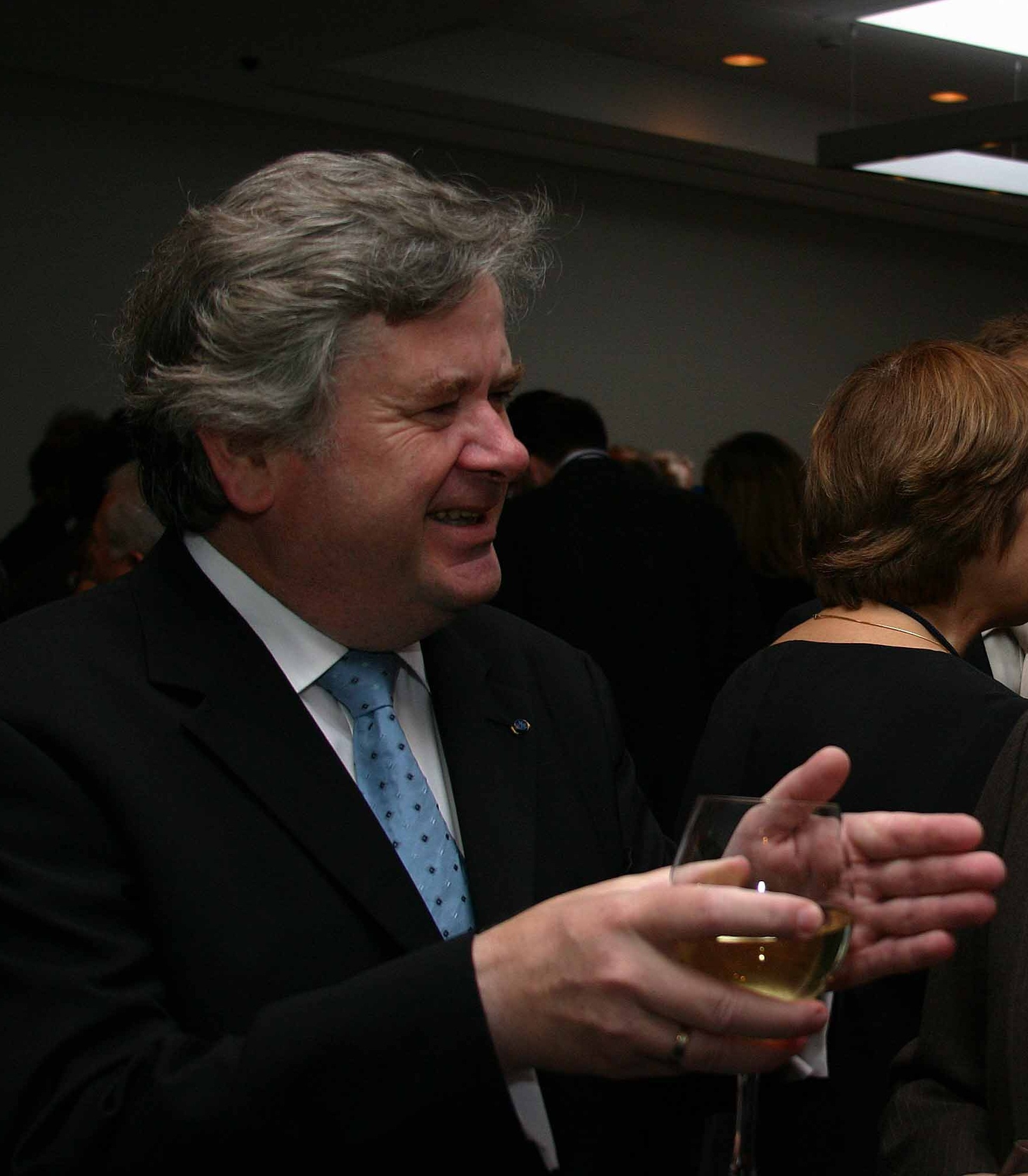
Davíð Oddsson.

### Candidatures n'ayant pu aboutir
Deux candidats déclarés n'ont pas pu recueillir les signatures nécessaires :
- Baldur Ágústsson, homme d'affaires, déjà candidat en 2004[13].
- Magnús Ingberg Jónsson[14].

### Candidatures retirées
- Ari Jósepsson, auto-proclamé « star de YouTube »[15].
- Bæring Ólafsson, ancien COO de Coca Cola Bottlers Philippines[16].
- Hrannar Pétursson, sociologue et ancien directeur du marketing de Vodafone[17].
- Benedikt Kristján Mewes, ingénieur, qui veut être le premier président gay[18].
- Magnus Ingi Magnússon, restaurateur et traiteur[19].
- Guðmundur Franklín Jónsson, homme d'affaires et ancien chef du parti des Verts de droite[20], annonce sa candidature en mars avant de la retirer le mois suivant pour soutenir Ólafur Ragnar Grímsson[21].
- Vigfús Bjarni Albertsson, chapelain d'un hôpital[22], annonce sa candidature en mars mais se retire de la course le 18 avril[23].
- Þorgrímur Þráinsson, auteur et ancien joueur de football, retire sa candidature en avril[12],[24].
- Heimir Örn Hólmarsson, ingénieur[25], se déclare candidat en mars mais se retire le 19 avril suivant en faveur de l'actuel titulaire[26].
- Ólafur Ragnar Grímsson, le président sortant, qui avait annoncé le 1er janvier précédent qu'il ne tenterait pas d'obtenir un sixième mandat[1],[27],[28],[29], décide le 18 avril de se représenter après le scandale des Panama Papers, qui a fait chuter le gouvernement de Sigmundur Davíð Gunnlaugsson et provoqué une crise politique[30]. Le 9 mai cependant, il annonce finalement renoncer à se représenter[31].

### Candidatures potentielles
- Össur Skarphéðinsson, ancien ministre des Affaires étrangères, membre de l'Alliance[32].
- Þorgerður Katrín Gunnarsdóttir, ancienne ministre de l'Éducation, membre du Parti de l'indépendance[5].
- Stefán Jón Hafstein, chef de l'organisation publique d'aide au développement[33].
- Ólafur Jóhann Ólafsson, vice-président exécutif de Time Warner et auteur[5].
- Bergþór Pálsson, chanteur d'opéra[34].
- Eiríkur Björn Björgvinsson, maire d'Akureyri depuis 2010[34].
- Ellen Calmon, responsable de The Organisation of Disabled in Iceland (Öryrkjabandalands Íslands)[34].
- Guðrún Nordal , professeur d'islandais, expert en littérature médiévale islandaise et directeur du Arni Magnusson Institute for Icelandic Studies[34].
- Sigrún Stefánsdóttir, ancienne directrice générale de RÚV[34].

### Annonces de non-candidature
- Jón Gnarr, comédien et ancien maire de Reykjavik, était un populaire possible candidat dans les mois précédant l'élection[27], mais il a confirmé le 15 janvier 2016 qu'il ne voulait pas participer à la course au poste de président[35].
- Katrín Jakobsdóttir, présidente du Mouvement des verts et de gauche, malgré de nombreux soutiens, décide finalement le 9 mars de ne pas participer à l'élection[36],[37].

### Autres
- Snorri Ásmundsson, artiste conceptuel, publie une déclaration dans laquelle il déclare avoir l'intention de briguer la présidence de l'Islande et du Mexique, dans l'objectif de rassembler les bureaux présidentiels des deux pays[38],[39].

## Sondages
| Sondage                 | Date            | Olafur Ragnar Grímsson | Guðni Th. Jóhannesson | Andri Snær Magnason | Halla Tómasdóttir | Davið Oddsson | Autres |
| ----------------------- | --------------- | ---------------------- | --------------------- | ------------------- | ----------------- | ------------- | ------ |
| MMR                     | 22–26 avril     | 52.6                   | –                     | 29.4                | 8.8               | –             | 9.2    |
| Fréttablaðið            | 2-3 mai         | 45                     | 38                    | 11                  | 3                 | –             | 3      |
| MMR                     | 6–9 mai         | 25.3                   | 59.2                  | 8.8                 | 1.7               | 3.1[†]        | 1.9    |
| Fréttablaðið            | 10 mai          | 3.2                    | 69.0                  | 10.7                | 1.0               | 13.7          | 2.4    |
| Maskína                 | 10–13 mai       | –                      | 67.2                  | 12.1                | 2.9               | 14.8          | 3.0    |
| Félagsvísindastofnun HÍ | 14 mai          | –                      | 67.1                  | 7.8                 | 1.5               | 17.4          | 6.2    |
| MMR                     | 12-20 mai       | –                      | 65.6                  | 11.0                | 2.2               | 18.1          | 3.0    |
| Gallup                  | 19-25 mai       | –                      | 57.2                  | 10.9                | 5.4               | 22.0          | 4.6    |
| Gallup                  | 26 mai - 3 juin | –                      | 56.7                  | 10.6                | 7.5               | 20.3          | 5.3    |
| Gallup                  | 8-15 juin       | –                      | 50.9                  | 15.5                | 12.5              | 16.4          | 4.8    |
| Félagsvísindastofnun HÍ | 19-22 juin      | –                      | 45.9                  | 15.7                | 16.3              | 16.0          | 6.1    |
| Gallup                  | 20-24 juin      | –                      | 44.6                  | 16.0                | 18.6              | 16.0          | 4.8    |

| † Basé sur 27 % des sondés. |

## Résultats
| Candidats                | Candidats                 | Partis                   | Voix    | %     |
| ------------------------ | ------------------------- | ------------------------ | ------- | ----- |
|                          | Guðni Th. Jóhannesson     | Indépendant              | 71 356  | 38,49 |
|                          | Halla Tómasdóttir         | Indépendante             | 50 995  | 27,51 |
|                          | Andri Snær Magnason       | Indépendant              | 26 037  | 14,04 |
|                          | Davíð Oddsson             | Indépendant              | 25 108  | 13,54 |
|                          | Sturla Jónsson            | Indépendant              | 6 446   | 3,48  |
|                          | Elísabet Jökulsdóttir     | Indépendante             | 1 280   | 0,69  |
|                          | Ástþór Magnússon          | Indépendant              | 615     | 0,33  |
|                          | Guðrún Margrét Pálsdóttir | Indépendante             | 477     | 0,26  |
|                          | Hildur Þórðardóttir       | Indépendante             | 294     | 0,16  |
|                          |                           |                          |         |       |
| Votes valides            | Votes valides             | Votes valides            | 182 608 | 98,50 |
| Votes blancs et nuls     | Votes blancs et nuls      | Votes blancs et nuls     | 2 782   | 1,50  |
| Total                    | Total                     | Total                    | 185 390 | 100   |
| Abstention               | Abstention                | Abstention               | 59 614  | 24,33 |
| Inscrits / participation | Inscrits / participation  | Inscrits / participation | 245 004 | 75,67 |